# Paul Windolf
Paul Windolf (* 1946 in Düsseldorf) ist ein deutscher Soziologe.
Windolf studierte Soziologie, Volkswirtschaft und Geschichte an der Universität Freiburg, der Sorbonne in Paris, der FU Berlin, wurde 1979 an der Westfälischen Wilhelms-Universität in Münster promoviert und habilitierte sich 1987 an der Universität Marburg (Lehrbefugnis für Soziologie). Nach akademischen Tätigkeiten in Münster, Berlin und Marburg wurde Windolf 1987 außerplanmäßiger Professor an der Universität Heidelberg. Seit 1992 lehrt er als Ordentlicher Professor an der Universität Trier.
Sein Arbeitsschwerpunkt ist die Politische Ökonomie (Arbeit, Personal, Organisation).

## Schriften (Auswahl)
- Berufliche Sozialisation. Zur Produktion des beruflichen Habitus. Enke, Stuttgart 1981, ISBN 3-432-91491-1.
- Die Expansion der Universitäten 1870–1985. Ein internationaler Vergleich. Enke, Stuttgart 1990, ISBN 3-432-98651-3 (Zugleich: Marburg, Universität, Habilitations-Schrift, 1987).
- als Herausgeber: Finanzmarkt-Kapitalismus. Analysen zum Wandel von Produktionsregimen (= Kölner Zeitschrift für Soziologie und Sozialpsychologie. Sonderhefte 45). VS, Verlag für Sozialwissenschaften, Wiesbaden 2005, ISBN 3-531-14739-0.
- mit Christian Marx: Die braune Wirtschaftselite. Unternehmer und Manager in der NSDAP. Campus Verlag, Frankfurt am Main 2022, ISBN 978-3-593-51559-5.[1]